# Parral (Ohio)
Pour les articles homonymes, voir Parral.
Parral est un village américain situé dans le comté de Tuscarawas, dans l'Ohio. Selon le recensement de 2010, sa population est de 218 habitants.